# Обични крпељ
 (лат. Ixodes ricinus) је тврди крпељ који паразитира на стоци, јеленима, псима и осталим животињама, као и на људима.Ixodes ricinus може да преносе различите болести укључујући бабезиозу, енцефаломијелитис оваца, лајмску болест, Q грозницу и многе друге.
Ова врста носи назив ricinus зато што женка када се насиса крви постане велика попут зрна грашка и изгледом и бојом подсећа на плод биљке рицинус.